# روي لويس
روي لويس (29 يونيو 1948 في المملكة المتحدة - ) (بالإنجليزية: Roy Lewis)‏ هو لاعب كريكت بريطاني.

## وصلات خارجية
- روي لويس على موقع إي آس بي آن كريك إنفو (الإنجليزية)